# Autoserica epipleuralis
Autoserica epipleuralis är en skalbaggsart som beskrevs av Louis Burgeon 1942. Autoserica epipleuralis ingår i släktet Autoserica och familjen Melolonthidae. Inga underarter finns listade.